# Экзоферы
Экзоферы — тип мембранных везикул, которые содержат агрегаты цитоплазмы, остатки белков и митохондрии. Имеют крупный размер в среднем около 4 микрон в диаметре, что дает им возможность выводить из клеток митохондрии и лизосомы. Необходимы для удаления повреждённых субклеточных элементов в нейронах и кардиомиоцитах и для утилизации небольших отходов соседними клетками и макрофагами. По своему строению сходны с онкосомами, но, в отличие от них производятся здоровыми клетками.

## Видеоматериалы
Видеоролик о поглощении экзофер с отработанными митохондриями резидентными тканевыми макрофагами сердца.